# Dracula 73
Série
Les Cicatrices de Dracula
(1970) Dracula vit toujours à Londres
(1973)
Pour plus de détails, voir Fiche technique et Distribution.
Dracula 73 (Dracula A.D. 1972) est un film britannique réalisé par  Alan Gibson, sorti en 1972. C'est le septième film de la saga Dracula réalisé par le studio Hammer Films. Il est précédé du film Les Cicatrices de Dracula et suivi de Dracula vit toujours à Londres.

Cet épisode marque une rupture dans la saga, Dracula étant ressuscité en plein XXe siècle.

## Synopsis
Johnny Alucard, un jeune dandy, entraîne sa bande de copains dans une messe noire sans savoir qu'ils vont ressusciter le vampire mythique Dracula. Les jeunes seront poursuivis par le vampire qui n'a aucun mal à s'adapter au XXe siècle. C'est le descendant d'Abraham Van Helsing, Lorrimer, et sa fille qui poursuivront le vampire pour le mettre hors d'état de nuire.

## Fiche technique
- Réalisation : Alan Gibson
- Scénario : Don Houghton et Bram Stoker
- Musique : Michael Vickers
- Décors : Don Mingaye
- Photo : Dick Bush
- Montage : James Needs
- Producteur : Josephine Douglas
- Langue : anglais
- Pays de production :  Royaume-Uni
- Langue : anglais - latin
- Dates de sortie : 
  - Royaume-Uni : 28 septembre 1972
  - États-Unis : 17 novembre 1972
  - France : 15 novembre 1973
- Affiche : Michel Landi (France)

## Distribution
- Christopher Lee (VF : Jean Davy) : le comte Dracula
- Peter Cushing (VF : Georges Riquier) : le professeur Lorrimer Van Helsing
- Stephanie Beacham (VF : Béatrice Delfe) : Jessica Van Helsing
- Christopher Neame (VF : Bernard Murat) : Johnny Alucard
- Michael Coles (VF : Jacques Richard) : l'inspecteur Murray
- Marsha Hunt (VF : Tamila Mesbah) : Gaynor
- Caroline Munro : Laura
- Janet Key (VF : Brigitte Morisan) : Anna
- William Ellis (VF : Jacques Ciron) : Joe Mitcham
- Philip Miller (VF : Jean-François Poron) : Bob
- Michael Kitchen (VF : Jacques Bernard) : Greg
- David Andrews (VF : Michel Paulin) : le sergent-détective, adjoint de Murray
- Lally Bowers (VF : Sylvie Deniau) : la matronne, mère de Charles
- Constance Luttrell (VF : Hélène Tossy) : Mrs Donnelly
- Michael Daly (VF : Jacques Bernard) : Charles
- Artro Morris (VF : Jean-Claude Michel) : le chirurgien de la police
- John Franklyn-Robbins (VF : Bernard Musson) : le prêtre, aux funérailles (non crédité)

## Bande sonore
Exceptionnellement, la bande musicale de Dracula 73 est confiée non à James Bernard, qui jusque-là se chargeait de la plupart des épisodes, mais à Michael Vickers qui ajouta une tonalité nettement plus Pop à sa partition.

## Suites
Alan Gibson portera à l'écran, l'année suivante, la dernière prestation de Dracula par Christopher Lee pour le compte de la Hammer : Dracula vit toujours à Londres (1973).

## DVD
- Royaume-Uni :

- Dracula A.D. 1972 (DVD-9 Keep Case) sorti le 31 octobre 2005 édité par Warner Archive Collection et distribué par Warner Home Vidéo UK. Le ratio image est en 1.78:1 panoramique 16:9. L'audio est en anglais, français et italien. Les sous-titres sont en anglais, arabes, français, néerlandais, italiens et hongrois. En supplément la bande annonce originale. La durée du film est de 96 minutes. Il s'agit d'une édition Zone 2 Pal. ASIN B000B7KXDG

## Autour du film
- Contrairement à une tradition consistant à plus ou moins réutiliser la séquence finale du précédent épisode en introduction, la scène pré-générique fut entièrement tournée pour ce film. Elle synthétise et réintroduit le constante lutte du savant Van Helsing avec le vampire Dracula à la fin du XIXe siècle, par opposition à celle prévue dans la suite du film.

- On y retrouve Christopher Lee dans le rôle du comte Dracula et Peter Cushing dans le rôle du professeur Van Helsing, descendant du savant qu'il incarna jadis dans Le Cauchemar de Dracula (1958) et Les Maîtresses de Dracula (1960).

- Alucard, nom donné à l'un des personnages principaux, n'est autre que l'inversion du nom Dracula. C'est Don Houghton, le scénariste, qui en a eu l'idée. Ce nom a déjà été utilisé dans le passé notamment pour le film Le Fils de Dracula (1943).